# Stylidium emarginatum
Stylidium emarginatum är en tvåhjärtbladig växtart som beskrevs av Sonder. Stylidium emarginatum ingår i släktet Stylidium och familjen Stylidiaceae. Inga underarter finns listade i Catalogue of Life.

## Bildgalleri

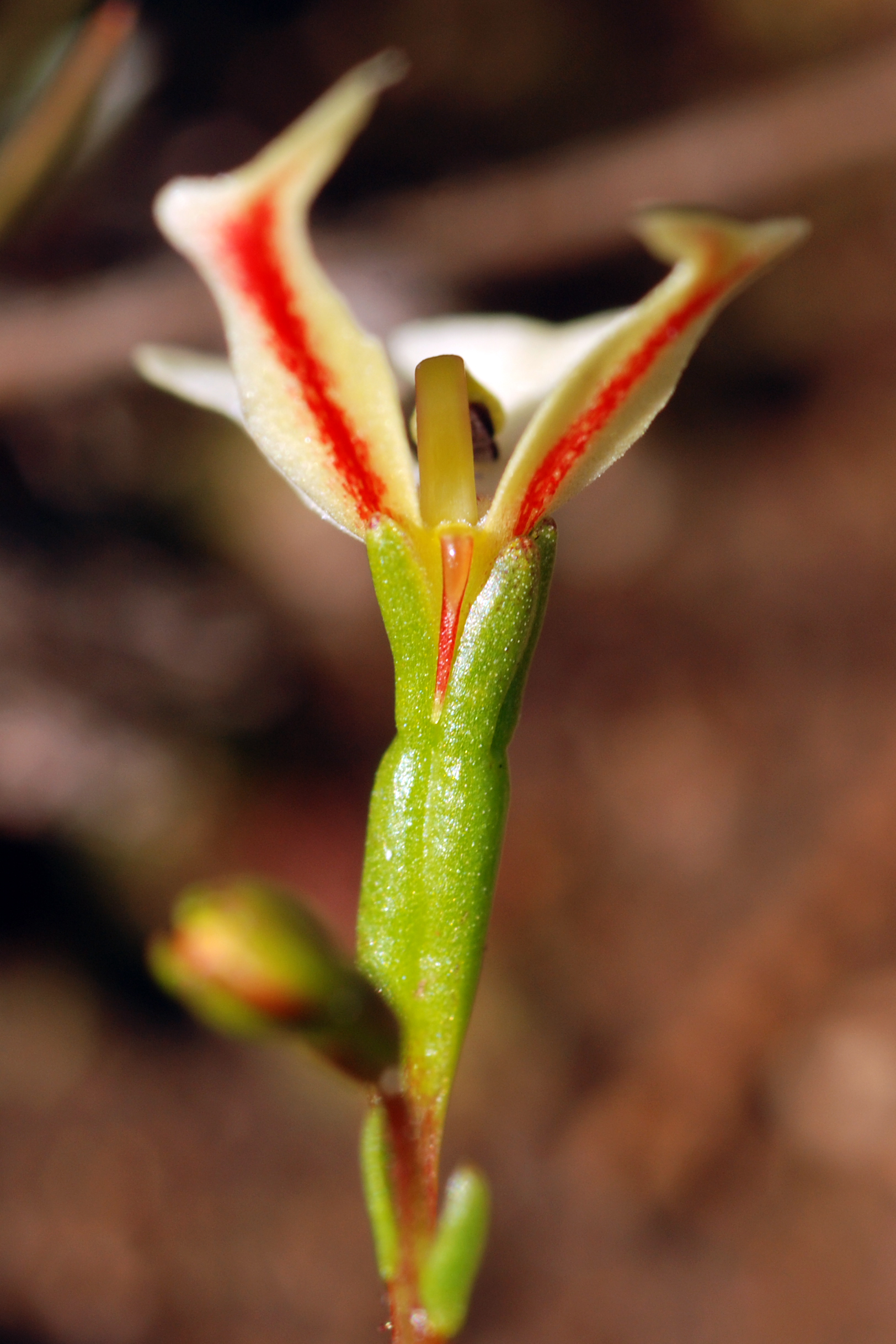
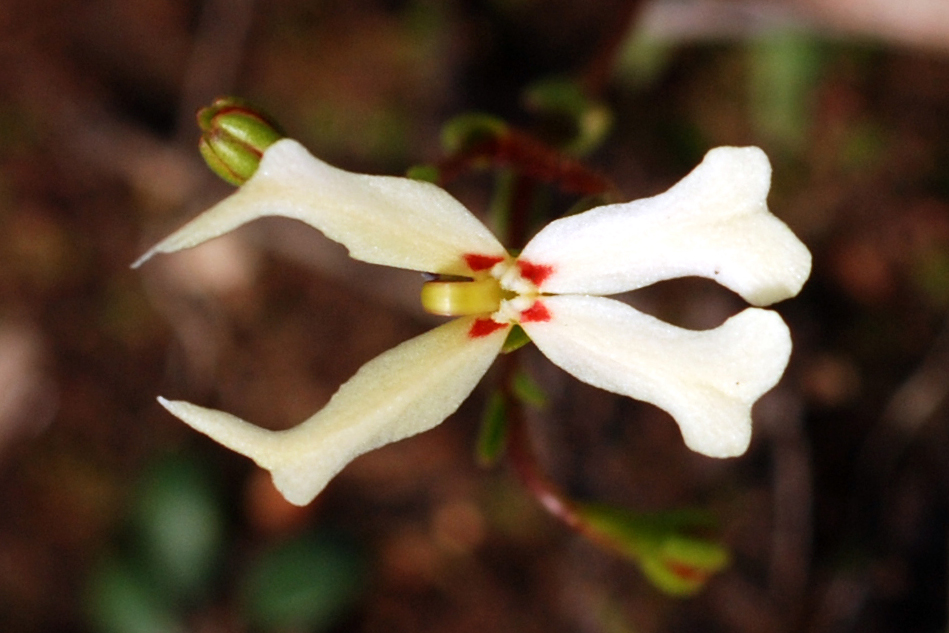